# Rapporteur (magistrat)
Pour les articles homonymes, voir Rapporteur (homonymie).
Ne doit pas être confondu avec Rapporteur public ou Rapporteur parlementaire.
Les expressions juge rapporteur ou conseiller rapporteur voire simplement rapporteur désignent tous un magistrat, membre d'une formation de jugement, désignée par celle-ci afin de suivre un dossier au plus près. Selon les juridictions, le rapporteur peut proposer un projet de jugement, qui est souvent suivi par ses collègues. 
La notion de rapporteur existe notamment dans les juridictions d'inspiration française, dont celles de l'Union européenne et du Conseil de l'Europe (la Cour européenne des droits de l'Homme).

## Cour européenne des droits de l'homme
Le règlement de la Cour prévoit, aux termes de ses articles 48 et 49, la désignation d'un rapporteur parmi les juges de la chambre constituée pour connaître d'une affaire. Ce juge peut mener diverses mesures d'instruction et soumettre « les rapports, projets de textes et autres documents pouvant aider la [formation de jugement] » à s’acquitter de ses fonctions.

## Cour de justice de l'Union européenne
À la Cour de justice de l'Union européenne (CJUE), la procédure de désignation du rapporteur est prévue à l'article 15 du « Règlement de procédure de la Cour de justice ».  